# Jean-François Reubell
Jean-François Reubell (Rewbell) (* 6. Oktober 1747 in Colmar; † 23. November 1807 in Colmar) war ein französischer Revolutionär und von 1795 bis 1799 Mitglied des Direktoriums.

## Leben

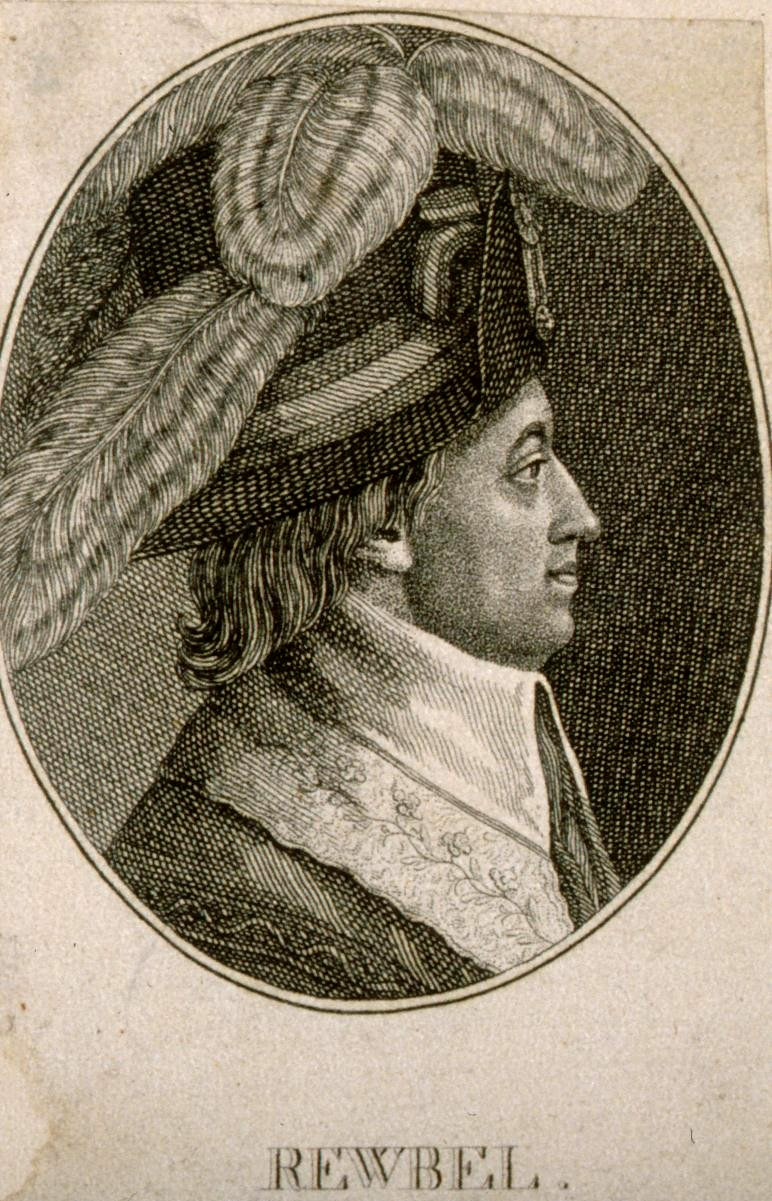
Jean-François Reubell

Jean-François Reubell wurde als Sohn eines Rechtsanwalts geboren. Er ergriff den Beruf seines Vaters und amtierte vor der Revolution am Obergericht Colmar.
Der Dritte Stand des Wahlbezirks Colmar wählte 1789 den ausgezeichneten Juristen Reubell zum Abgeordneten der Generalstände (Etats généraux). Am 8. Mai 1789 forderte Reubell als erster, den Dritten Stand zur Nation zu erheben, und begrüßte folgerichtig am 17. Juni 1789 Emmanuel-Joseph Sieyès’ Vorschlag, den Dritten Stand zur Nationalversammlung zu erklären. Reubell beteiligte sich im August 1789 aktiv an der Erarbeitung der „Erklärung der Menschen- und Bürgerrechte“, aber er zählte zu den schärfsten Gegnern der Judenemanzipation. Dabei bediente er sich einer Mischung traditioneller judenfeindlicher Stereotype mit neueren Vorurteilen aus dem Diskurs der Aufklärung: Er warf den Juden Wucher und die Ausbeutung der Landbevölkerung vor, sie seien in Wahrheit Afrikaner (ein Vorwurf, der auf Voltaire zurückgeht) und würden das Elsass ihrer Fremdherrschaft unterwerfen, als Separatisten gefährdeten sie die Einheit der Nation, zudem würden sie Verachtung für alle Nichtjuden predigen.
Reubell verurteilte im Juni 1791 die Flucht des Königs. Nach dem Massaker auf dem Marsfeld und der Spaltung des Klubs der Jakobiner im Juli 1791 trat der monarchistische Reubell dem Klub der Feuillants bei. Er amtierte als Generalprokurator, später als Generalsekretär des Departements Haut-Rhin, das ihn im September 1792 zum Deputierten des Nationalkonvents wählte. Dort stimmte Reubell für die Hinrichtung Ludwigs XVI.
Im Januar 1793 begab sich Reubell in Mission zur Rheinarmee und nach Mainz. Zusammen mit Nicolas Haussmann und Merlin de Thionville kam er im späten Dezember 1792 oder Anfang Januar 1793 nach Mainz, um die Bildung revolutionsfreundlicher Verwaltungen (Munizipalitäten) in den Städten und eine Allgemeine Administration für das gesamte Besatzungsgebiet durchzusetzen. Georg Forster, damals Redakteur von „Die neue Mainzer Zeitung oder Der Volksfreund“ berichtete dort über den festlichen Empfang der drei Kommissare. Die Kommissare bezogen wie Custine die ehemalige erzbischöfliche Residenz, das Kurfürstliche Schloss, wo am 23. Oktober 1792 die „Gesellschaft der Freunde der Freiheit und Gleichheit“ – der erste Jakobinerklub in Deutschland – gegründet wurde.  Dieser Klub war die erste demokratische Bewegung Deutschlands. Während der Jakobinerherrschaft (1793/94) hielt sich Reubell im Hintergrund und kaufte stattdessen im Elsass Nationalgüter zu einem günstigen Preis. Reubell initiierte nach dem Sturz Robespierres am 27. Juli 1794 (9. Thermidor) die Säuberung der Regierung von Jakobinern und die Schließung ihres Klubs.
Am 1. November 1795 wurde Reubell ins Direktorium gewählt und mit den Ressorts Außenpolitik, Finanzen und Rechtsprechung beauftragt. Er erwies sich als entschlossener Feind der Royalisten, bekämpfte energisch die katholische Kirche und behauptete sich als fähiger Verteidiger der Republik. Aus Gründen der militärischen Sicherheit erneuerte er die Politik, zu Frankreichs „natürlichen Grenzen“ vorzustoßen und zu deren Verteidigung Schwesterrepubliken zu bilden. Die von Napoléon Bonaparte im Italienfeldzug 1796/97 eroberten Gebiete sollten gegen linksrheinische Gebiete getauscht werden. Reubell erhoffte sich dadurch einen besseren Schutz des Elsasses, doch Bonapartes eigenmächtiger Vorfrieden von Leoben zerstörte seine außenpolitischen Pläne. Danach verfasste Reubell einen großen Teil der Grundgesetze der Römischen und der Helvetischen Republik.
Die drei Direktoren Barras, La Revellière-Lépaux und Reubell führten mit Hilfe der Generäle Hoche und Bonaparte den erfolgreichen Staatsstreich des 18. Fructidor V (4. September 1797) aus. Reubell wurde am 9. Mai 1799 aus dem Direktorium abgewählt und durch Sieyès ersetzt. Der Staatsstreich des 18. Brumaire VIII (9. November 1799) beendete Reubells politische Laufbahn. Er kehrte nach Colmar zurück, wo er am 23. November 1807 verstarb.